# Mount Pleasant (South Australia)

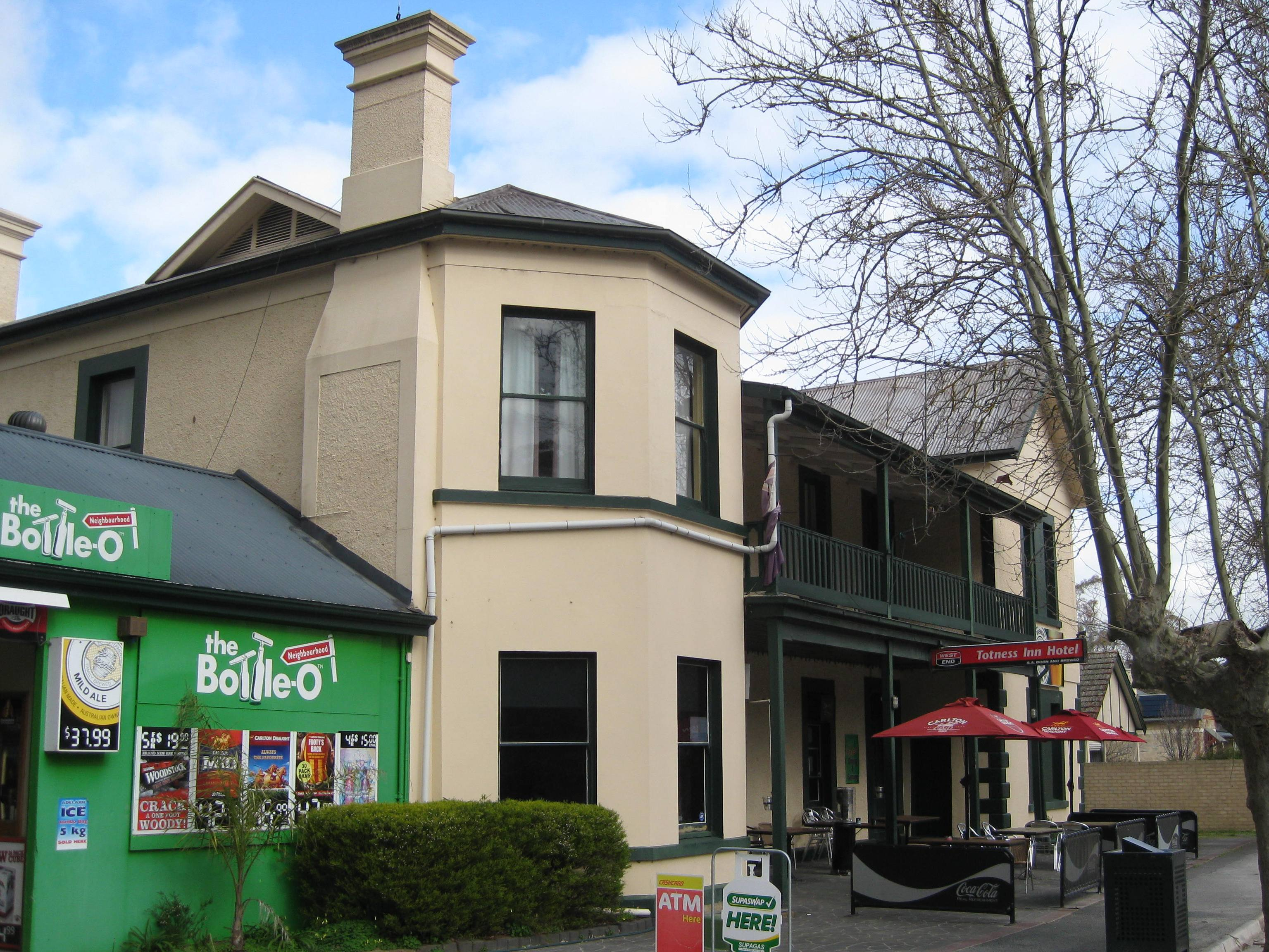
Totness Inn Hotel in der Hauptstraße, Mount Pleasent

Mount Pleasant ist eine Stadt im Barossa Valley, South Australia, 55 Kilometer östlich von Adelaide.
Die Stadt liegt 440 Meter über dem Meeresspiegel an der nördlichen Grenze der Adelaide Hills. Die Herkunft des Namens der Stadt ist nicht sicher bekannt, aber es wird generell angenommen, dass die Stadt nach einer Mrs Pleasant, einer Verwandten eines der frühen Siedler, benannt wurde. 2007 lebten 593 Menschen in Mount Pleasant. Mount Pleasant gehört zum Barossa Council, obwohl einige Randgebiete im Mid Murray Council liegen.

## Geschichte
Die ersten europäischen Entdecker kamen 1838 durch das Barossa Valley. Einer der ersten Siedler in der Gegend um Mount Pleasant war James Phillis. Er war 1839 in Adelaide angekommen und ritt durch die Adelaide Hills auf der Suche nach einem passenden Stück Land. Phillis siedelte 1843 am Mount Pleasant und baute Weizen an, den er in Adelaide verkaufte. Von dem Profit segelte er nach England und kaufte dort eine Herde Romney-Schafe. Phillis wurde über die Jahre einer der reichsten und erfolgreichsten Bauern des Gebiets.
Im Gebiet um Mount Pleasant wurde in den 1860er Jahren Gold gefunden. Die Goldfunde waren allerdings gering, so dass die Goldsucher schnell weiterzogen. Die Stadt war für einige Jahrzehnte die Endstation der Eisenbahnstrecke von Balhannah. Dort verlief die Eisenbahn von Adelaide nach Melbourne. Die Eisenbahnstrecke wurde am 16. September 1918 eröffnet und am 4. März 1963 geschlossen. Die Schienen wurden in der Zwischenzeit komplett abgebaut, der Korridor kann allerdings von einigen Straßen aus gesehen werden.